# Didier-Léon Marchand
Pour les articles homonymes, voir Marchand.
Didier-Léon Marchand, né le 1er novembre 1925 à La Chapelle-de-Surieu (Isère) et mort le 16 février 2022 à Valence (Drôme), est un évêque catholique français, évêque de Valence, Die et Saint-Paul-Trois-Châteaux de 1978 à 2001.

## Biographie
Après des études au Grand séminaire de Grenoble, à la faculté des lettres de Grenoble et à l'Institut catholique de Lyon, Didier-Léon Marchand obtient une licence de théologie et est ordonné prêtre le 19 mai 1951 pour le diocèse de Grenoble.
Nommé évêque de Valence le 8 septembre 1978, il a été consacré le 5 novembre suivant en la primatiale Saint-Maurice à Vienne.
Au sein de la Conférence des évêques de France, il a été Président du Comité permanent pour l'Information et la Communication.
Il s'est retiré à l'âge de 76 ans, le 11 décembre 2001.
Il décède le 16 février 2022 à Valence. La messe des obsèques, présidée par Pierre-Yves Michel, évêque de Valence, fut célébrée le 22 février en la cathédrale Saint-Apollinaire de Valence.